# Meyerhöfener Wasserzug
Der Meyerhöfener Wasserzug ist ein 1,7 Kilometer langer rechter Nebenfluss der Aue – einem sandgeprägten Tieflandbach – in der niedersächsischen Gemeinde Visbek im Oldenburger Münsterland.

## Geografie und Erscheinungsbild
Der Meyerhöfener Wasserzug entspringt an der Weser-Ems-Wasserscheide, nahe einem Waldstück in der Flur Die alten Rien, nördlich des Weilers Meyerhöfen, in der Visbeker Bauerschaft Halter/Meyerhöfen. Er fließt von dort nahezu geradlinig in nordnordwestlicher Richtung der Aue zu, durchquert dabei in seinem Oberlauf zunächst eine feuchte Niederung, um in seinem Unterlauf bis zur Mündung parallel und westlich der Flur Das Meierhofsche Moor durch einen naturnahen Auwald zu strömen. Der Meyerhöfener Wasserzug mündet in den Oberlauf der Aue, ohne das Gebiet der Bauerschaft Halter/Meyerhöfen verlassen zu haben.
Auf seiner gesamten Länge gehört der Meyerhöfener Wasserzug zum Naturschutzgebiet Bäken der Endeler und Holzhauser Heide.